# Радзанув (гмина, Бялобжегский повет)
Радзанув (пол. Radzanów) — сельская гмина (волость) в Польше, входит как административная единица в Бялобжегский повет, Мазовецкое воеводство. Население — 3864 человека (на 2004 год).

## Демография
| Перепись                       | Всего   | Всего | Женщины | Женщины | Мужчины | Мужчины |
| ------------------------------ | ------- | ----- | ------- | ------- | ------- | ------- |
| Единицы                        | человек | %     | человек | %       | человек | %       |
| Население                      | 3864    | 100   | 1928    | 49,9    | 1936    | 50,1    |
| Плотность населения (чел./км²) | 46,8    | 46,8  | 23,3    | 23,3    | 23,4    | 23,4    |

## Сельские округа
1. Блешно
2. Браница
3. Букувно
4. Чарноцин
5. Гротки
6. Кадлубска-Воля
7. Козлув
8. Млодыне-Дольне
9. Млодыне-Гурне
10. Оцесть
11. Подлесе
12. Радзанув
13. Роголин
14. Ратошин
15. Смардзев
16. Сливины
17. Захажув
18. Жыды

## Поселения
1. Грабина
2. Кемпина
3. Людвикув
4. Лукашув
5. Подгуже
6. Сливины
7. Вулька-Кадлубска
8. Вулька-Рогалиньска

## Соседние гмины
1. Гмина Бялобжеги
2. Гмина Потворув
3. Гмина Пшитык
4. Гмина Стара-Блотница
5. Гмина Высмежице